# 古津賀古墳
古津賀古墳（こつかこふん）は、高知県四万十市古津賀にある古墳。形状は円墳。四万十市指定史跡に指定されている。

## 概要
高知県西部、中村市街地から東方の小山丘（峯の森）の傾斜部に築造された古墳である。「古津賀」の地名は「古塚」に由来し、丘頂に鎮座する古津賀神社は本古墳を信仰対象としての創建ともいう。これまでに1962・1973年（昭和37・48年）に発掘調査が実施されている。
墳形は楕円形で、直径約13メートルを測る。埋葬施設は両袖式の横穴式石室で、南東方向に開口する。石室全長（羨道部・玄室部）は7.7メートルを測り、高知県西部の横穴式石室では最大規模になる点で特筆される。石室の石材は硅質砂岩・砂岩・珪岩（後川中流域の田野川周辺の山で産出か）からなる。玄室床面には栗石（後川流域で採集か）が敷き詰められ、その上に木棺が据えられたと見られており、発掘調査では石室内から副葬品（後述）が検出されている。
この古津賀古墳は、古墳時代後期の6世紀後半頃の築造と推定される。幡多地域における古墳の数は極めて少なく、当地の重要性を示す古墳になる。また一帯は古津賀遺跡として認知されており、後川の河川敷からは河川祭祀関連遺物が出土している
古墳域は1964年（昭和39年）に旧中村市指定史跡（現在は四万十市指定史跡）に指定されている。

## 遺跡歴
- 江戸時代、本古墳に対する信仰（調査の際に当該期の寛永通宝・土師質土器が出土）[1]。
- 1962年（昭和37年）、第1次発掘調査[1]。
- 1964年（昭和39年）3月、旧中村市指定史跡に指定（現在は四万十市指定史跡）[4][2]。
- 1973年（昭和48年）、第2次発掘調査[1]、第1次復元[2]。
- 1974年（昭和49年）、第2次復元[2]。

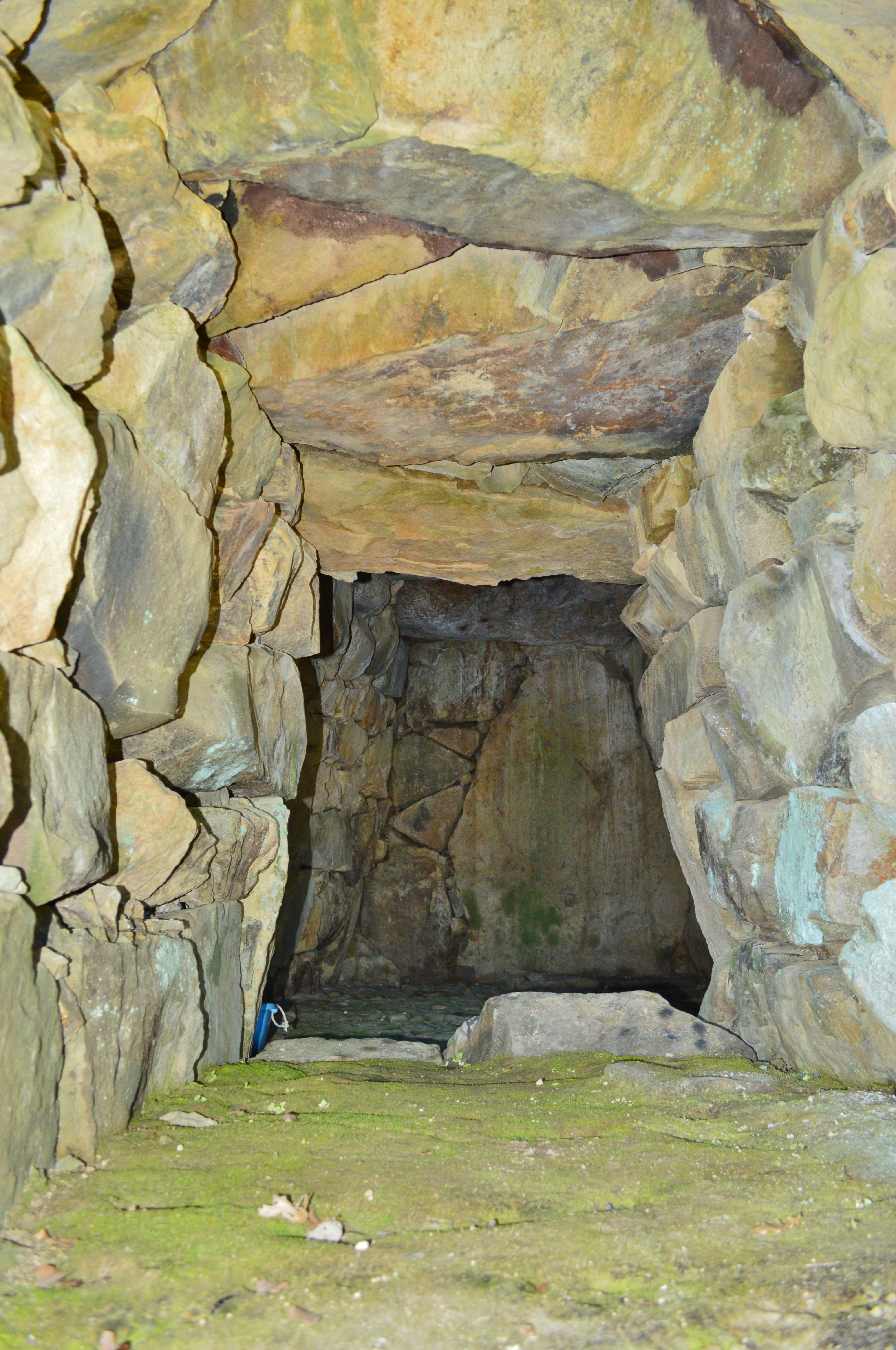
石室内部 羨道から玄室を望む。
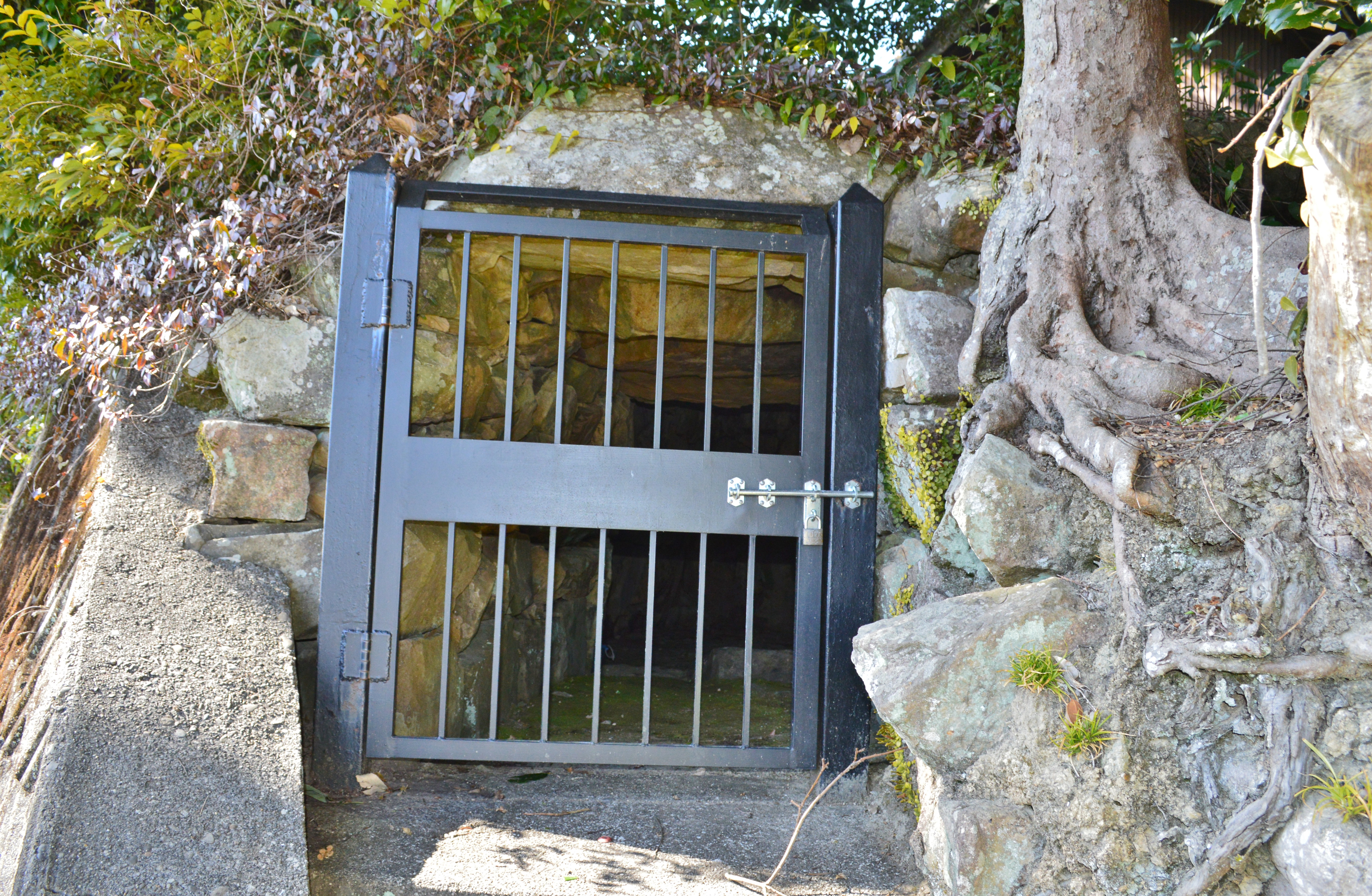
開口部
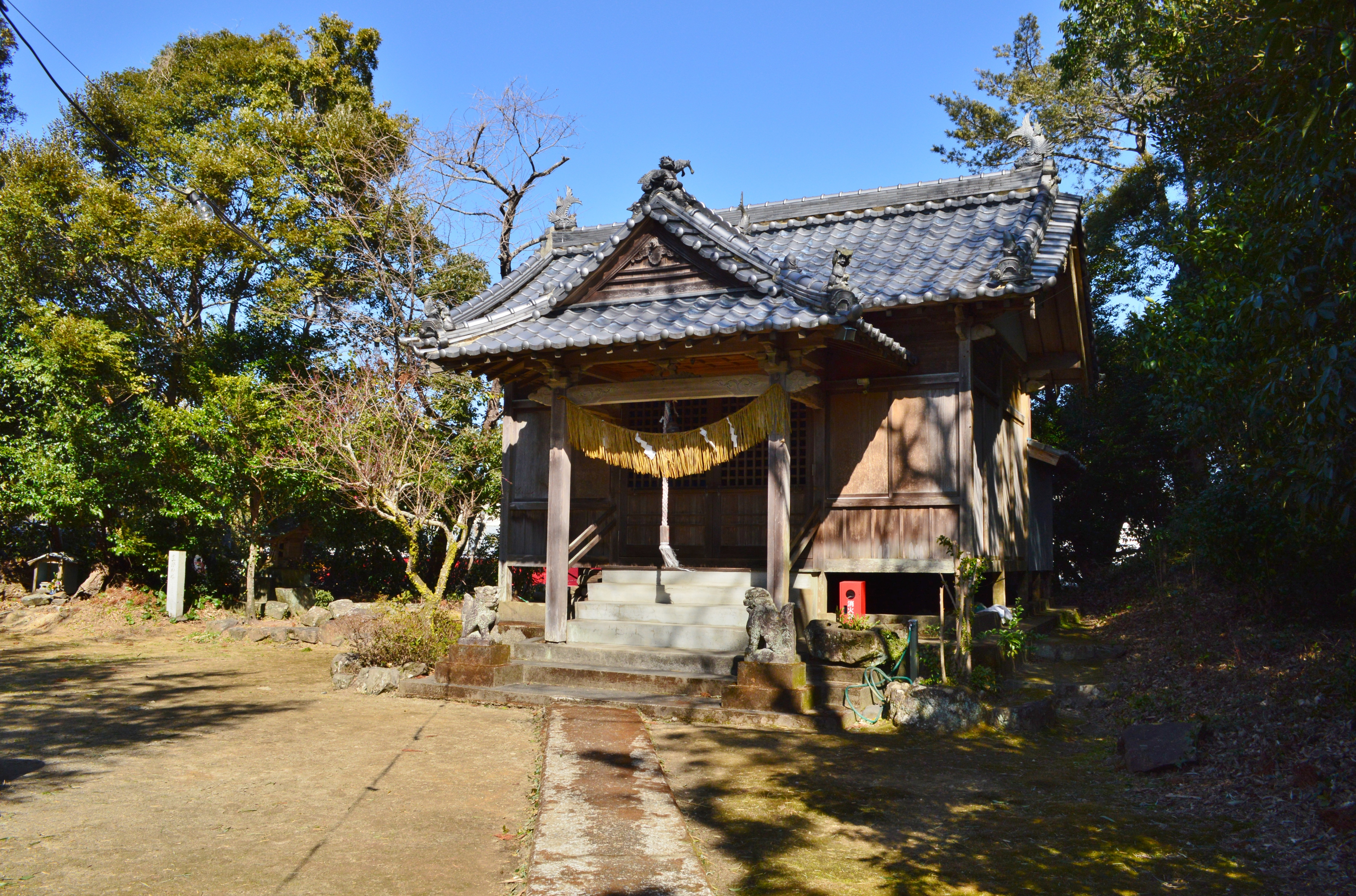
古津賀神社 社殿右奥に墳丘が所在。
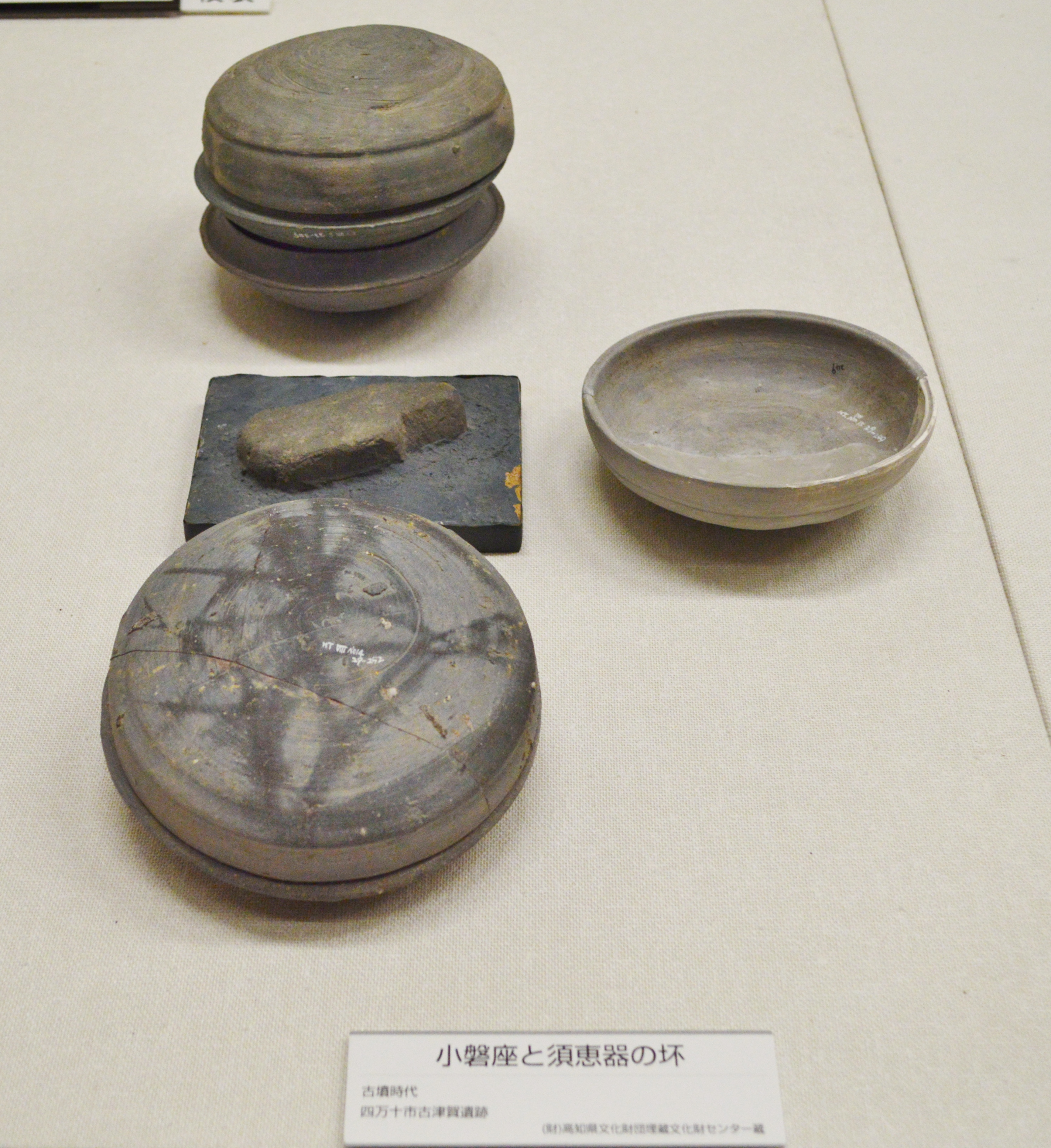
古津賀遺跡出土品 高知県立歴史民俗資料館展示。

## 出土品
主な出土品は次の通り。
- 金環 2点
- 鉄刀 1点
- 帯飾金具 1点
- 鉄鏃 15点以上
- 刀子 3点以上

現在では出土品は四万十市立郷土資料館（四万十市中村）で保管・展示されている。

## 文化財

### 四万十市指定文化財
- 史跡
  - 古津賀古墳 - 1964年（昭和39年）3月指定[4][2]。

## 関連施設
- 四万十市立郷土資料館（四万十市中村） - 古津賀古墳の出土品等を保管・展示[2]。

## 関連文献
（記事執筆に使用していない関連文献）
- 『古津賀古墳』中村市教育委員会、1975年。